# Маршан-Арвье, Мари
Мари Маршан-Арвье (фр. Marie Marchand-Arvier, род. 8 апреля 1985 года, Лаксу) — известная французская горнолыжница, призёрка чемпионата мира. Специалистка скоростных дисциплин.
В Кубке мира Маршан-Арвье дебютировала в 2004 году, в январе 2007 года первый раз попала в тройку лучших на этапе Кубка мира в скоростном спуске. Всего на сегодняшний момент имеет 3 попадания в тройку лучших на этапах Кубка мира, 1 в супергиганте и 2 в скоростном спуске. Лучшим достижением Маршан-Арвье в общем зачёте Кубка мира является 16-е место в сезоне 2008-09.
На Олимпиаде-2006 в Турине стала 15-й в скоростном спуске, 18-й в комбинации и 25-й в супергиганте.
На Олимпиаде-2010 в Ванкувере стартовала в трех дисциплинах: скоростной спуск — 7-е место, комбинация — 10-е место, супергигант — не финишировала.
За свою карьеру участвовала в двух Чемпионатах мира, на которых завоевала одну серебряную медаль в супергиганте на чемпионате мира — 2009 в Валь-д'Изере
Использует лыжи производства фирмы Rossignol.